# Cristais Paulista
Cristais Paulista là một đô thị ở bang São Paulo của Brasil. Đô thị này nằm ở vĩ độ 20º23'50" độ vĩ nam và kinh độ 47º25'13" độ vĩ tây, trên khu vực có độ cao 996 m. Dân số năm 2004 ước tính là 7.056 người. Đô thị này có diện tích 386,7 km².

## Thông tin nhân khẩu
Dữ liệu theo điều tra dân số năm 2000
Tổng dân số: 6.579
- Dân số thành thị: 3.898
- Dân số nông thôn: 2.681
- Nam giới: 3.399
- Nữ giới: 3.180

Mật độ dân số (người/km²): 17,01
Tỷ lệ tử vong trẻ sơ sinh dưới 1 tuổi (trên một triệu người): 17,51
Tuổi thọ bình quân (tuổi): 70,36
Tỷ lệ sinh (số trẻ trên mỗi bà mẹ): 3,13
Tỷ lệ biết đọc biết viết: 88,43%
Chỉ số phát triển con người (HDI-M): 0,771
- Chỉ số phát triển con người - Thu nhập: 0,696
- Chỉ số phát triển con người - Tuổi thọ: 0,756
- Chỉ số phát triển con người - Giáo dục: 0,861

(Nguồn: IPEADATA)

### Sông ngòi
Các sông chảy qua đô thị Cristais Paulista gồm:
- Sông do Carmo
- Sông das Canoas

### Các xa lộ
- SP-334